# Collegio elettorale di Monreale (Senato della Repubblica)
Il collegio di Monreale fu un collegio elettorale uninominale della Repubblica Italiana per l'elezione del Senato della Repubblica. Apparteneva alla circoscrizione Sicilia e fu utilizzato per eleggere un senatore nella XII, XIII e XIV legislatura.
Venne istituito nel 1993 con la cosiddetta Legge Mattarella (Legge n. 276, Norme per l'elezione del Senato della Repubblica), attuata in seguito al referendum abrogativo del 1993. La legge istituì per la Camera dei deputati e per il Senato della Repubblica un sistema di elezione misto, in parte maggioritario e in parte proporzionale. Il 75% dei parlamentari dell'assemblea veniva eletto in collegi uninominali tramite sistema maggioritario a turno unico; il restante 25% al Senato veniva eletto tramite recupero proporzionale dei più votati non eletti attraverso un meccanismo di calcolo denominato "scorporo", cioè sottraendo dal conteggio dei voti totali di una lista nella parte proporzionale i voti ottenuti dai candidati collegati alla medesima lista che erano eletti nei collegi uninominali con il sistema maggioritario.
Il collegio venne abolito insieme a tutti gli altri che costituivano il Senato con la promulgazione della legge elettorale successiva, la cosiddetta Legge Calderoli. Questa prevedeva un sistema proporzionale con premio di maggioranza, che al Senato veniva attribuito a livello regionale.

## Territorio
Il collegio di Monreale era uno dei 20 collegi uninominali in cui era suddivisa la Sicilia e, come previsto dal D.Lgs. del 20 dicembre 1993 n. 535, era interamente compreso nella provincia di Palermo e comprendeva i seguenti comuni: Alia, Altofonte, Baucina, Belmonte Mezzagno, Bisacquino, Bolognetta, Campofelice di Fitalia, Campofiorito, Camporeale, Castronovo di Sicilia, Carini, Cefalà Diana, Chiusa Sclafani, Ciminna, Cinisi, Contessa Entellina, Corleone, Giardinello, Giuliana, Godrano, Lercara Friddi, Marineo, Mezzojuso, Misilmeri, Montelepre, Monreale, Palazzo Adriano, Piana degli Albanesi, Prizzi, Roccamena, Roccapalumba, San Cipirello, San Giuseppe Jato, Santa Cristina Gela, Terrasini, Ventimiglia di Sicilia, Vicari e Villafrati.

## Eletti
| Elezione | Elezione                | Senatore         | Partito                    |
| -------- | ----------------------- | ---------------- | -------------------------- |
|          | 1994                    | Michele Fierotti | Polo del Buon Governo (FI) |
|          | 1996                    | Renato Schifani  | Polo per le Libertà (FI)   |
| 2001     | Casa delle Libertà (FI) | Renato Schifani  |                            |

## Dati elettorali

### XII legislatura
|                               | Michele Fierotti ✔️ Eletto | Polo del Buon Governo       | 39 897  | 38,52 |  |  |  |  |  |
|                               | Girolamo Cannariato        | Progressisti                | 34 190  | 33,01 |  |  |  |  |  |
|                               | Antonio Bellineneri        | Patto per l'Italia          | 18 695  | 18,05 |  |  |  |  |  |
|                               | Francesco Di Martino       | Partito Socialista Italiano | 9 844   | 9,50  |  |  |  |  |  |
|                               | Giuseppe Principato        | Vespri Siciliani            | 948     | 0,92  |  |  |  |  |  |
| Totale                        | Totale                     | Totale                      | 103 574 | 100   |  |  |  |  |  |
|                               |                            |                             |         |       |  |  |  |  |  |
| Voti non validi               | Voti non validi            | Voti non validi             | 18 732  | 15,32 |  |  |  |  |  |
| Votanti                       | Votanti                    | Votanti                     | 122 306 | 69,43 |  |  |  |  |  |
| Elettori                      | Elettori                   | Elettori                    | 176 156 |       |  |  |  |  |  |
|                               |                            |                             |         |       |  |  |  |  |  |
| Data: 27-28 marzo 1994        |                            |                             |         |       |  |  |  |  |  |
| Fonte: Ministero dell'interno |                            |                             |         |       |  |  |  |  |  |

### XIII legislatura
|                               | Renato Giuseppe Mario Schifani ✔️ Eletto | Polo per le Libertà                      | 50 226  | 49,25 |  |  |  |  |  |
|                               | Michele Figurelli ✔️ Eletto              | L'Ulivo                                  | 40 119  | 39,34 |  |  |  |  |  |
|                               | Salvatore Maltese                        | Movimento Sociale Fiamma Tricolore       | 5 054   | 4,96  |  |  |  |  |  |
|                               | Carlo Magno                              | Lista Pannella-Sgarbi                    | 2 458   | 2,41  |  |  |  |  |  |
|                               | Michele Lo Faso                          | Noi Siciliani-Fronte Nazionale Siciliano | 2 238   | 2,19  |  |  |  |  |  |
|                               | Vincenzo Leone                           | Partito Socialista                       | 1 884   | 1,85  |  |  |  |  |  |
| Totale                        | Totale                                   | Totale                                   | 101 979 | 100   |  |  |  |  |  |
|                               |                                          |                                          |         |       |  |  |  |  |  |
| Voti non validi               | Voti non validi                          | Voti non validi                          | 18 350  | 15,25 |  |  |  |  |  |
| Votanti                       | Votanti                                  | Votanti                                  | 120 329 | 65,79 |  |  |  |  |  |
| Elettori                      | Elettori                                 | Elettori                                 | 182 903 |       |  |  |  |  |  |
|                               |                                          |                                          |         |       |  |  |  |  |  |
| Data: 21 aprile 1996          |                                          |                                          |         |       |  |  |  |  |  |
| Fonte: Ministero dell'interno |                                          |                                          |         |       |  |  |  |  |  |

### XIV legislatura
|                               | Renato Giuseppe Mario Schifani ✔️ Eletto | Casa delle Libertà                   | 59 731  | 52,04 |  |  |  |  |  |
|                               | Michele Figurelli                        | L'Ulivo                              | 31 669  | 27,59 |  |  |  |  |  |
|                               | Giuseppe Pasquale Ferrara                | Democrazia Europea                   | 13 795  | 12,02 |  |  |  |  |  |
|                               | Riccardo Incagnone                       | Partito della Rifondazione Comunista | 3 286   | 2,86  |  |  |  |  |  |
|                               | Ludovico Guido Curcio                    | Lista Di Pietro                      | 2 382   | 2,08  |  |  |  |  |  |
|                               | Maria Geltrude Corsaro                   | Lista Pannella-Bonino                | 1 928   | 1,68  |  |  |  |  |  |
|                               | Giuseppe Balistreri                      | Fronte Nazionale                     | 1 394   | 1,21  |  |  |  |  |  |
|                               | Rosa Cimino                              | Noi Siciliani                        | 600     | 0,52  |  |  |  |  |  |
| Totale                        | Totale                                   | Totale                               | 114 785 | 100   |  |  |  |  |  |
|                               |                                          |                                      |         |       |  |  |  |  |  |
| Voti non validi               | Voti non validi                          | Voti non validi                      | 13 348  | 10,42 |  |  |  |  |  |
| Votanti                       | Votanti                                  | Votanti                              | 128 133 | 67,23 |  |  |  |  |  |
| Elettori                      | Elettori                                 | Elettori                             | 190 589 |       |  |  |  |  |  |
|                               |                                          |                                      |         |       |  |  |  |  |  |
| Data: 13 maggio 2001          |                                          |                                      |         |       |  |  |  |  |  |
| Fonte: Ministero dell'interno |                                          |                                      |         |       |  |  |  |  |  |